# 生囊体菌属
生囊体菌属（学名：Cystidiophorus）是多孔菌科下的一个属。

## 下属物种
本属包括以下物种：
- 栗生襄体菌 Cystidiophorus castaneus (Lloyd) lmaz